# Welcome Home (Radical Face)
Welcome Home (ook bekend onder de naam Welcome Home, Son) is een nummer van de Amerikaanse eenmansband Radical Face uit 2007, heruitgegeven in 2011. Het nummer is afkomstig van zijn tweede studioalbum Ghost.
Volgens Ben Cooper, de man achter Radical Face, gaat "Welcome Home" over "dat je aan de ene kant blij bent om op bekend terrein te zijn, maar tegelijkertijd beseft dat het leven ook zonder jou gewoon doorgaat". In 2007 had het nummer nog niet veel succes, maar dat veranderde in 2011 toen het nummer werd gebruikt in een reclamecampagne van de fotocamerafabrikant Nikon. "Ik hou van camera’s, dus heb ik ja gezegd zonder er verder bij na te denken. Het is de beste promotie die ik ooit heb gedaan", aldus Cooper. De reclames werden door heel Europa uitgezonden, waardoor "Welcome Home" in de Britse, Franse en Zwitserse hitlijsten terechtkwam. Het meeste succes kende de plaat in Nederland, waar het de 18e positie behaalde in de Nederlandse Top 40. Door de "I am a Nikon"- ("Ik ben een Nikon")-campagnes nam de carrière van Cooper een vlucht in Europa; hij wist onder andere Paradiso uit te verkopen. Het nummer werd tot 2017 in de reclames gebruikt.
Het nummer werd tevens in meerdere reclames, films en televisieseries gebruikt.